# Kopiec Wyzwolenia
Kopiec Wyzwolenia – kopiec w Piekarach Śląskich usypany w latach 1932–1937 dla uczczenia 250. rocznicy przemarszu husarii polskiej króla Jana III Sobieskiego pod Wiedeń oraz 15. rocznicy przyłączenia wschodniej części Górnego Śląska do Polski. Stał się symbolem walki o polskość i pamiątką walk powstańców śląskich. Stanowi najwyższy punkt w granicach miasta i położony jest w zachodniej części centrum Piekar Śląskich.

## Historia
Idea budowy kopca w Piekarach pojawiła się po raz pierwszy w 1883 r. w 200. rocznicę przemarszu wojsk króla Jana III Sobieskiego. Autorem tej koncepcji był Wawrzyniec Hajda, który proponował usypanie tego pomnika za Kalwarią Piekarską, w miejscu gdzie obecnie znajduje się Miejskie Gimnazjum nr 2. Wówczas było to niemożliwe, ze względu na sprzeciw władz niemieckich. Hajdzie za podburzanie ludności do manifestowania polskości wytoczono proces.

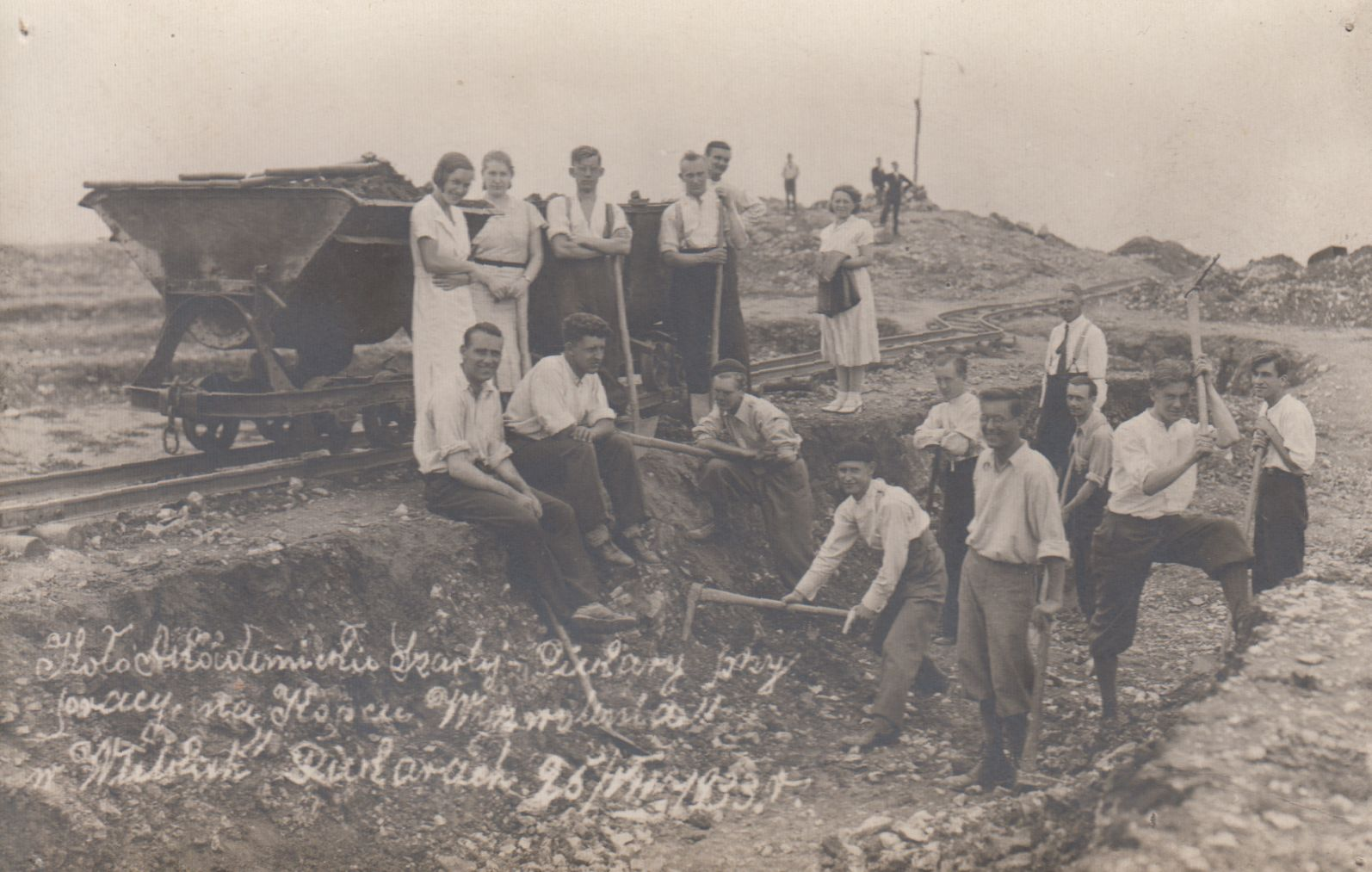
Członkowie Koła Akademików Szarlej-Piekary przy sypaniu Kopca Wyzwolenia

Do pomysłu Śląskiego Wernyhory powrócono po kilkudziesięciu latach. Podczas obchodów dziesiątej rocznicy II. powstania śląskiego 20 lipca 1930 postanowiono usypać w Piekarach Śląskich pamiątkowy kopiec dla uczczenia powstań śląskich. Hasło jego usypania rzucił Stanisław Mastalerz, ówczesny mieszkaniec miasta i sekretarz Związku Powstańców Śląskich. Pomysł spotkał się z aprobatą powstańców, jednak wkrótce o nim zapomniano. Do tematu powrócono po dwóch latach z okazji 250. rocznicy przemarszu husarii polskiej króla Jana III Sobieskiego pod Wiedeń, gdzie stoczył z wojskami tureckimi zwycięską bitwę. Akt erekcyjny został wmurowany 17 września 1932 roku. Kopiec zaprojektował inż. E. Zaczyński. Ludność Piekar i Szarleja oraz mieszkańcy okolicznych miejscowości przez pięć lat brali czynny udział w sypaniu kopca. Do miasta przyjeżdżały delegacje z kraju i zagranicy, przywożąc ziemię w urnach z Góry św. Anny, Głogowa, Kędzierzyna, Gniezna, Gdyni, Olkusza i Cierlicka.
Pod kopiec napływali liczni budowniczowie z całej Polski. Byli tu m.in. dowódcy III. powstania śląskiego, na czele z Wojciechem Korfantym oraz pisarze związani z Górnym Śląskiem: Gustaw Morcinek, Kazimierz Gołba i Pola Gojawiczyńska.
Piętnasta rocznica przyłączenia Ziemi Śląskiej do Rzeczypospolitej, przypadająca na dzień 20 czerwca 1937 roku, zbiegła się w czasie z zakończeniem budowy kopca, który nazwano Kopcem Wyzwolenia. W tej patriotycznej manifestacji ludu górnośląskiego brał udział ówczesny wicepremier RP inż. Eugeniusz Kwiatkowski.
20 czerwca 2007 roku, w 70. rocznicę poświęcenia Kopca Wyzwolenia, prezydent miasta Piekary Śląskie wydał zarządzenie o powołaniu Społecznego Komitetu ds. Renowacji i Zagospodarowania Otoczenia Kopca Wyzwolenia w Piekarach Śląskich.

## Złota Księga
Z okazji budowy Kopca Wyzwolenia została założona księga pamiątkowa zawierająca wpisy i pieczęcie osób, organizacji, instytucji i stowarzyszeń biorących udział w sypaniu obiektu. Są wśród nich wpisy Wojciecha Korfantego, księdza Emila Szramka, poety Maksymiliana Jasionowskiego, ppłk. Kazimierza Florka, skrzypka Mieczysława Krzyńskiego, mjr Stanisława Daniluka-Daniłowskiego, 2 kompanii szkolnej lwowskiego Korpusu Kadetów, Towarzystwa Polek, uczniów Polskiego Gimnazjum w Bytomiu, Związku Powstańców Śląskich, pracowników starostwa powiatowego w Świętochłowicach, Zakonu Ojców Bonifratrów w Bogucicach, Komisariatu II Policji Województwa Śląskiego w Katowicach, amerykańskiej ekipy filmowej, III batalionu z 11 pułku z Tarnowskich Gór i wielu innych. Na wyklejce widnieje zapis: „Księgę tę przechowywał przez cały czas okupacji w swoim prywatnym mieszkaniu obyw[atel] Mutz Karol z Piekar Śląskich i następnie wręczył ją Radzie Narodowej w Piekarach Śl. Dnia 7.I.1949 r.” Księga przechowywana jest w zbiorach Izby Regionalnej działającej przy Miejskiej Bibliotece Publicznej im. Teodora Heneczka w Piekarach Śląskich. W 2017 roku w ramach akcji bibliotecznej "100 obiektów na 100-lecie Odzyskania Niepodległości" została zeskanowana w Społecznej Pracowni Digitalizacji Biblioteki Śląskiej. Wersja cyfrowa znajduje się w Śląskiej Bibliotece Cyfrowej.

## Parametry kopca
- wysokość: 356 m n.p.m.
- wysokość od podstawy: 20 m
- średnica podstawy: 68 m
- kubatura: 25 000 m³

## Upamiętnienia
- 7 listopada 2019 Narodowy Bank Polski wprowadził do obiegu monetę okolicznościową o nominale 5 zł „Odkryj Polskę” - Kopiec Wyzwolenia. Monety wyprodukowała Mennica Polska S.A.[3]